# Alphonsus Cullinan
Alphonsus Cullinan (ur. 7 maja 1959 w Lahinch) – irlandzki duchowny katolicki, biskup Waterford i Lismore od 2015.

## Życiorys
Święcenia kapłańskie otrzymał 12 czerwca 1994 i został inkardynowany do diecezji Limerick. Był m.in. kapelanem szpitala w Limerick i miejscowej politechniki, diecezjalnym koordynatorem przygotowań do międzynarodowego Kongresu Eucharystycznego w Dublinie oraz proboszczem parafii w Rathkeale.
2 lutego 2015 papież Franciszek mianował go ordynariuszem diecezji Waterford i Lismore. Sakry udzielił mu 12 kwietnia 2015 jego poprzednik - biskup William Lee.